# Сироткин, Василий Ермолаевич
Василий Ермолаевич Сироткин (1925—2002) — начальник участка шахты № 4 треста «Калининуголь», лауреат Ленинской премии (1961).
Родился 21.04.1925 в Богородицке.
С 1950-х гг. начальник участка шахты № 4 треста «Калининуголь». Его участок был одним из первых в тресте, где была применена щитовая крепь, успешно освоены щиты Щ — 52 , Щ — 54 , а затем 20-метровый щит «Мосбасс — 1».
Ленинская премия 1961 года (в составе авторского коллектива) — за создание и внедрение в производство средств комплексной механизации очистных работ на шахтах Тульского экономического административного района.